# Niacinski receptor 2
Niacinski receptor 2, NIACR2 ili GPR109B, je protein koji je kod čoveka kodiran NIACR2 genom.

## Funkcija
ima nizak afinitet za nikotinsku kiselinu (niacin) pripada grupi GPCR receptora nikotinske kiseline (drugi pripadnik grupe je ).
GPR109B je Gi/Go protein-spregnuti receptor.

## Literatura
1. ↑  „Entrez Gene: GPR109B G protein-coupled receptor 109B”.
2. ↑  Nomura H, Nielsen BW, Matsushima K (1993). „Molecular cloning of cDNAs encoding a LD78 receptor and putative leukocyte chemotactic peptide receptors”. International Immunology. 5 (10): 1239—49. PMID 7505609. doi:10.1093/intimm/5.10.1239.
3. 1 2  Wise A, Foord SM, Fraser NJ, Barnes AA, Elshourbagy N, Eilert M, Ignar DM, Murdock PR, Steplewski K, Green A, Brown AJ, Dowell SJ, Szekeres PG, Hassall DG, Marshall FH, Wilson S, Pike NB (2003). „Molecular identification of high and low affinity receptors for nicotinic acid”. The Journal of Biological Chemistry. 278 (11): 9869—74. PMID 12522134. doi:10.1074/jbc.M210695200.

## Dodatna literatura
- Nomura H, Nielsen BW, Matsushima K (1994). „Molecular cloning of cDNAs encoding a LD78 receptor and putative leukocyte chemotactic peptide receptors.”. Int. Immunol. 5 (10): 1239—49. PMID 7505609. doi:10.1093/intimm/5.10.1239.
- Zingoni A; Rocchi M; Storlazzi CT;  . (1997). „Isolation and chromosomal localization of GPR31, a human gene encoding a putative G protein-coupled receptor.”. Genomics. 42 (3): 519—23. PMID 9205127. doi:10.1006/geno.1997.4754.
- Irobi J; Nelis E; Verhoeven K;  . (2002). „Mutation analysis of 12 candidate genes for distal hereditary motor neuropathy type II (distal HMN II) linked to 12q24.3.”. J. Peripher. Nerv. Syst. 7 (2): 87—95. PMID 12090300. doi:10.1046/j.1529-8027.2002.02014.x.
- Strausberg RL; Feingold EA; Grouse LH;  . (2003). „Generation and initial analysis of more than 15,000 full-length human and mouse cDNA sequences.”. Proc. Natl. Acad. Sci. U.S.A. 99 (26): 16899—903. PMC 139241 . PMID 12477932. doi:10.1073/pnas.242603899.
- Wise A; Foord SM; Fraser NJ;  . (2003). „Molecular identification of high and low affinity receptors for nicotinic acid.”. J. Biol. Chem. 278 (11): 9869—74. PMID 12522134. doi:10.1074/jbc.M210695200.
- Tunaru S; Kero J; Schaub A;  . (2003). „PUMA-G and HM74 are receptors for nicotinic acid and mediate its anti-lipolytic effect.”. Nat. Med. 9 (3): 352—5. PMID 12563315. doi:10.1038/nm824.
- Soga T; Kamohara M; Takasaki J;  . (2003). „Molecular identification of nicotinic acid receptor.”. Biochem. Biophys. Res. Commun. 303 (1): 364—9. PMID 12646212. doi:10.1016/S0006-291X(03)00342-5.
- Gerhard DS; Wagner L; Feingold EA;  . (2004). „The status, quality, and expansion of the NIH full-length cDNA project: the Mammalian Gene Collection (MGC).”. Genome Res. 14 (10B): 2121—7. PMC 528928 . PMID 15489334. doi:10.1101/gr.2596504.
- Kimura K; Wakamatsu A; Suzuki Y;  . (2006). „Diversification of transcriptional modulation: large-scale identification and characterization of putative alternative promoters of human genes.”. Genome Res. 16 (1): 55—65. PMC 1356129 . PMID 16344560. doi:10.1101/gr.4039406.
- Toulza E; Mattiuzzo NR; Galliano MF;  . (2007). „Large-scale identification of human genes implicated in epidermal barrier function.”. Genome Biology. 8 (6): R107. PMC 2394760 . PMID 17562024. doi:10.1186/gb-2007-8-6-r107.

## Spoljašnje veze
- „Nicotinic Acid Receptor Family: GPR109B”. IUPHAR Database of Receptors and Ion Channels. International Union of Basic and Clinical Pharmacology. Архивирано из оригинала 03. 03. 2016. г.